# Ernsbach (Erbach)
Ernsbach ist ein Stadtteil von Erbach im südhessischen Odenwaldkreis, der mit dem Nachbarort Erbuch zusammen den Erbacher Ortsbezirk Ernsbach-Erbuch bildet.

## Geographie
Das Dorf Erbuch mit zerstreut liegenden Gebäuden liegt im Buntsandstein-Odenwald in einem Tal, ca. 4,5 km nordöstlich von Erbach. Es ist umgeben von einer Rodungsinsel. Das Gebiet des Ortsteils besteht aus der Gemarkung Ernsbach mit einer Fläche von 514 Hektar. Davon sind 101 Hektar landwirtschaftliche und 403 Hektar forstwirtschaftliche Nutzfläche. Die Ortslage befindet sich auf 370 bis 420 m ü. NHN und der höchste Punkt der Gemarkung legt bei etwa 510 m. Durch das Dorf fließt der Erdbach der ca. 600 m nordöstlich der Ortslage entspringt und im Michelstädter Ortsteil Stockheim in die Mümling mündet.
An den Stadtteil Ernsbach grenzen, von Norden beginnend, im Uhrzeigersinn, Die Stadt Michelstadt und deren Stadtteil Würzberg, die Erbacher Stadtteile Erbuch und Dorf-Erbach. Nordwestlich der Ortslage verläuft die Bundesstraße 45 zwischen der Kernstadt Erbach und Amorbach. Von dieser biegt ca. 5 km hinter Erbach eine Stichstraße in den Ort ab.

## Geschichte

### Ortsgeschichte
Die älteste erhaltene dokumentarische Erwähnung stammt vom 27. Oktober 1095 und ist im Lorscher Codex überliefert. Zu diesem Datum erneuerte Abt Anshelm von Lorsch die Rechte seines Klosters Michlinstat (Steinbach) mit Besitztümern, zu denen unter anderem Erichesbüch gehörte. Der Name änderte sich mehrmals im Wortlaut: 1653 heißt es Ernstbach, ab 1720 Ernsbach.
Ernsbach gehörte zum Amt Erbach der Grafschaft Erbach, die mit der Mediatisierung 1806 zum Großherzogtum Hessen kam. Ab 1822 gehörte Ernsbach zum Landratsbezirk Erbach, ab 1852 zum Kreis Erbach (ab 1939: „Landkreis Erbach“), der – mit leichten Grenzberichtigungen – seit 1972 Odenwaldkreis heißt. Nach Auflösung des Amtes Erbach 1822 nahm die erstinstanzliche Rechtsprechung für Ernsbach das Landgericht Michelstadt wahr, ab 1879 das Amtsgericht Michelstadt.
Das alte Schulhaus wurde 1954 eingeweiht, aber nicht lange benutzt. Der Löschwasserteich wurde 1964 in der Art eines Schwimmbeckens angelegt. Am 1. Januar 1968 vereinigten sich die Gemeinden Ernsbach und Erbuch zur Gemeinde Ernsbach-Erbuch. Im Zuge der Gebietsreform in Hessen schloss sich diese Neubildung am 31. Dezember 1971 freiwillig der Stadt Erbach an. Ernsbach bildet seitdem gemeinsam mit dem Nachbarort Erbuch einen Ortsbezirk. Auch die Freiwillige Feuerwehr ist für beide Ortsteile zuständig.

### Verwaltungsgeschichte im Überblick
Die folgende Liste zeigt die Staaten und Verwaltungseinheiten, denen Ernsbach angehört(e):

- vor 1718: Heiliges Römisches Reich, Grafschaft Erbach, Amt Erbach (Zent Erbach)
- ab 1718: Heiliges Römisches Reich, Grafschaft Erbach-Erbach, Anteil an der Grafschaft Erbach, Amt Erbach
- ab 1806: Großherzogtum Hessen (Souveränitätslande),[Anm. 2] Fürstentum Starkenburg, Amt Erbach (Standesherrschaft Erbach)
- ab 1815: Großherzogtum Hessen, (Souveränitätslande), Provinz Starkenburg, Amt Erbach
- ab 1822: Großherzogtum Hessen, Provinz Starkenburg, Landratsbezirk Erbach[Anm. 3]
- ab 1848: Großherzogtum Hessen, Regierungsbezirk Erbach
- ab 1852: Großherzogtum Hessen, Provinz Starkenburg, Kreis Erbach
- ab 1871: Deutsches Reich,[Anm. 4] Großherzogtum Hessen, Provinz Starkenburg, Kreis Erbach
- ab 1918: Deutsches Reich, Volksstaat Hessen,[Anm. 5] Provinz Starkenburg, Kreis Erbach
- ab 1938: Deutsches Reich, Volksstaat Hessen, Landkreis Erbach[9][Anm. 6]
- ab 1945: Deutsches Reich, Amerikanische Besatzungszone,[Anm. 7] Groß-Hessen, Regierungsbezirk Darmstadt, Landkreis Erbach
- ab 1946: Deutsches Reich, Amerikanische Besatzungszone, Hessen, Regierungsbezirk Darmstadt, Landkreis Erbach
- ab 1949: Bundesrepublik Deutschland, Hessen, Regierungsbezirk Darmstadt, Landkreis Erbach
- ab 1968: Bundesrepublik Deutschland, Hessen, Regierungsbezirk Darmstadt, Landkreis Erbach, Gemeinde Ernsbach-Erbuch
- ab 1972: Bundesrepublik Deutschland, Hessen, Regierungsbezirk Darmstadt, Odenwaldkreis, Stadt Erbach

### Gerichte
Bis 1820 war das Zentgericht Erbach für Ernsbach zuständig. In der Landgrafschaft Hessen-Darmstadt wurde mit Ausführungsverordnung vom 9. Dezember 1803 das Gerichtswesen neu organisiert. Für das Fürstentum Starkenburg (ab 1815 Provinz Starkenburg) wurde das „Hofgericht Darmstadt“ eingerichtet. Es war für normale bürgerliche Streitsachen Gericht der zweiten Instanz, für standesherrliche Familienrechtssachen und Kriminalfälle die erste Instanz. Die Rechtsprechung der ersten Instanz wurde weiterhin durch die Ämter, hier das Standesherrliches Amt Erbach, ausgeübt.
Mit Bildung der Landgerichte im Großherzogtum Hessen war ab 1822 das Landgericht Michelstadt das Gericht erster Instanz. Die zweite Instanz war weiter das Hofgericht Darmstadt. In der erstinstanzlichen Rechtsprechung wechselte die Zuständigkeit:
- 1879: Amtsgericht Michelstadt; zweite Instanz: Landgericht Darmstadt

## Bevölkerung

### Einwohnerstruktur 2011
Nach den Erhebungen des Zensus 2011 lebten am Stichtag dem 9. Mai 2011 in Ernsbach 105 Einwohner. Darunter waren 3 (2,9 %) Ausländer. Nach dem Lebensalter waren 15 Einwohner unter 18 Jahren, 36 zwischen 18 und 49, 24 zwischen 50 und 64 und 27 Einwohner waren älter. Die Einwohner lebten in 42 Haushalten. Davon waren 9 Singlehaushalte, 15 Paare ohne Kinder und 18 Paare mit Kindern, sowie keine Alleinerziehende und keine Wohngemeinschaften. In 9 Haushalten lebten ausschließlich Senioren und in 24 Haushaltungen lebten keine Senioren.

### Einwohnerentwicklung
- 1650: wüst und verbrannt[1]
- 18. Jahrhundert: 4 wehrfähige Männer[1]

| Ernsbach: Einwohnerzahlen von 1829 bis 2014 | Ernsbach: Einwohnerzahlen von 1829 bis 2014 | Ernsbach: Einwohnerzahlen von 1829 bis 2014 | Ernsbach: Einwohnerzahlen von 1829 bis 2014 | Ernsbach: Einwohnerzahlen von 1829 bis 2014 |
| --- | ------------------------------------------- | ------------------------------------------- | ------------------------------------------- | ------------------------------------------- |
| Jahr |                                             |                                             |                                             | Einwohner                                   |
| 1829 | 1829                                        |                                             | 95                                          | 95                                          |
| 1834 | 1834                                        |                                             | 101                                         | 101                                         |
| 1840 | 1840                                        |                                             | 103                                         | 103                                         |
| 1846 | 1846                                        |                                             | 131                                         | 131                                         |
| 1852 | 1852                                        |                                             | 125                                         | 125                                         |
| 1858 | 1858                                        |                                             | 120                                         | 120                                         |
| 1864 | 1864                                        |                                             | 117                                         | 117                                         |
| 1871 | 1871                                        |                                             | 116                                         | 116                                         |
| 1875 | 1875                                        |                                             | 125                                         | 125                                         |
| 1885 | 1885                                        |                                             | 131                                         | 131                                         |
| 1895 | 1895                                        |                                             | 118                                         | 118                                         |
| 1905 | 1905                                        |                                             | 108                                         | 108                                         |
| 1910 | 1910                                        |                                             | 112                                         | 112                                         |
| 1925 | 1925                                        |                                             | 112                                         | 112                                         |
| 1939 | 1939                                        |                                             | 95                                          | 95                                          |
| 1946 | 1946                                        |                                             | 121                                         | 121                                         |
| 1950 | 1950                                        |                                             | 119                                         | 119                                         |
| 1956 | 1956                                        |                                             | 103                                         | 103                                         |
| 1961 | 1961                                        |                                             | 101                                         | 101                                         |
| 1967 | 1967                                        |                                             | 103                                         | 103                                         |
| 1970 | 1970                                        |                                             | 170                                         | 170                                         |
| 1980 | 1980                                        |                                             | ?                                           | ?                                           |
| 1990 | 1990                                        |                                             | ?                                           | ?                                           |
| 2000 | 2000                                        |                                             | ?                                           | ?                                           |
| 2011 | 2011                                        |                                             | 105                                         | 105                                         |
| 2014 | 2014                                        |                                             | 92                                          | 92                                          |
| Datenquelle: Historisches Gemeindeverzeichnis für Hessen: Die Bevölkerung der Gemeinden 1834 bis 1967. Wiesbaden: Hessisches Statistisches Landesamt, 1968. Weitere Quellen: bis 1970:; Zensus 2011; Stadt Erbach |                                             |                                             |                                             |                                             |

### Historische Religionsangehörigkeit
1961 wurden 81 evangelische (= 80,2 %) und 20 katholische (= 19,8 %) Einwohner gezählt.

## Politik
Ortsbeirat
Für die Orte Ernsbach und Erbuch besteht ein Ortsbezirk (Gebiete der ehemaligen Gemeinde Ernsbach-Erbuch) mit Ortsbeirat und Ortsvorsteher, nach Maßgabe der §§ 81 und 82 HGO und des Kommunalwahlgesetzes in der jeweils gültigen Fassung gebildet. Der Ortsbeirat besteht aus fünf Mitgliedern. Bei den Kommunalwahlen in Hessen 2021 betrug die Wahlbeteiligung zum Ortsbeirat Ernsbach-Erbuch 63,59 %. Alle Kandidaten gehörten der Bürgerliste  Ernsbach-Erbuch an. Der Ortsbeirat wählte Lena Marie Raubach zur Ortsvorsteherin.

## Kultur
In Ernsbach gibt es zwei Vereine: Die 1964 gegründete Freiwillige Feuerwehr „Ernsbach-Erbuch“ und den 2006 gegründeten Kerbeverein. Jährlich wiederkehrende Festveranstaltungen sind das Feuerwehrfest und das Straßenfest „Am Stutz“. In den Jahren 2005 bis 2010 wurde auf dem Anwesen Bär die beinahe in Vergessenheit geratene „Ernsbacher Kerb“ ausgetragen. Seitdem sich die Familie Bär aus dem Sponsoring zurückzog, fand keine Kerb mehr statt.

## Wirtschaft
In Ernsbach sind ein Landwirt mit Milchwirtschaft, eine Gastwirtschaft und ein Gartengestaltungsbetrieb ansässig. In Ernsbach wurde das erste Melkkarussell im Odenwald in Betrieb genommen.

## Verkehr
Von der Bundesstraße 47 aus führt die Kreisstraße K 44 in östlicher Richtung nach Ernsbach hinab und endet hier. Zu den geografisch nächstgelegenen Nachbarorten Erbuch und Würzberg gibt es keine direkte Straßenverbindungen.
Auch wenn es einen Erbucher Weg gibt, so ist dieser nicht als überörtliche Straßenverbindung klassifiziert. Die Darstellung in Kartenwerken legt überwiegend die Qualität einer Forststraße nahe. Über diesen Weg sind die beiden Ortsteile, die zusammen den Ortsbezirk Ernsbach-Erbuch bilden, bei „Tempo 30“ auf 3800 Meter Fahrstrecke in acht Minuten Fahrzeit miteinander verbunden.

## Persönlichkeiten
Der Bauer Heinrich List (1882–1942) versteckte während der nationalsozialistischen Diktatur einen Michelstädter Juden namens Ferdinand Strauß aus Freundschaft, wurde denunziert, verhaftet und 1942 im Konzentrationslager Dachau umgebracht. Für sein aufrechtes Wirken wurde er gemeinsam mit seiner Frau Marie List als Gerechter unter den Völkern geehrt.